# Albert Butz
Albert M. Butz (* 1849 in der Schweiz; † 1904 in den USA) war ein Schweizerisch-amerikanischer Erfinder und Geschäftsmann. 
Butz kam 1857 mit seinen Eltern aus der Schweiz in die USA. Seit 1880 arbeitete er an verschiedenen Erfindungen. Am 23. April 1886 gründete er die Butz Thermo-Electric Regulator Co., Minneapolis. Ziel dieser Firma war die Vermarktung des ersten funktionierenden Temperaturregler für Ofenfeuerungen, für den er 1885 das Patent erhielt. 1888 verließ Butz Minnesota. Später wurde die Firma in Minneapolis-Honeywell umbenannt.
| Personendaten    | Personendaten                                           |
| ---------------- | ------------------------------------------------------- |
| NAME             | Butz, Albert                                            |
| ALTERNATIVNAMEN  | Butz, Albert M.                                         |
| KURZBESCHREIBUNG | schweizerisch-amerikanischer Erfinder und Geschäftsmann |
| GEBURTSDATUM     | 1849                                                    |
| GEBURTSORT       | Schweiz                                                 |
| STERBEDATUM      | 1904                                                    |
| STERBEORT        | USA                                                     |